# 最高行政法院 (中華民國)
最高行政法院是中華民國司法案件的終審機關之一，也是中華民國的一級法院，台灣法界人士通常簡稱為最高行。本院隸屬於司法院，是台灣的行政法院之一。因現今中華民國對民事、刑事事件與行政事件採二元訴訟制度，分屬不同體系（普通法院審理民事、刑事事件，行政法院審理行政事件），故與中華民國最高法院於審級上不相隸屬，分別為各該事件的終審法院。

## 沿革
最高行政法院前身亦可追溯至1914年北洋政府所設置掌理行政訴訟的平政院，然當時平政院係一直隸於大總統之行政機關，不僅受理行政訴訟之審判，且設有肅政史，得糾彈官吏違法事件。1928年國民革命軍北伐成功，國民政府奠都南京市，公布《訓政時期約法》，該法即於司法院下設立行政法院，與最高法院並列。1930年代初，《行政訴訟法》及相關組織法公布施行；1933年正式成立行政法院，當時的行政訴訟制度採一級一審制，故只有設立行政法院一所，集初審、終審、事實審、法律審於一身。
然而行政法院在中華民國大陸時期平均1年受理案件僅40餘件；遷臺後的1950年，因當時所轄人口不足千萬，及政經環境受限於兵馬倥傯的關係，全年更僅23件；惟其後工商發達，國民對於權利保護的思想已開。至1996年，行政法院收案已逾6,000件，期間改制呼聲漸增。1998年、1999年《行政訴訟法》及《行政法院組織法》依次修正通過後，2000年7月1日正式實行新制，行政訴訟制度始改為三級二審制；原行政法院作為終審法院，即更名為最高行政法院。

## 管轄
土地管轄
- 中華民國

主要組織
- 下級審法院四所：

1. 臺北高等行政法院
2. 臺中高等行政法院
3. 高雄高等行政法院
4. 智慧財產及商業法院（行政訴訟案件）

本院目前共分5庭，除庭長外，另有19名法官。

## 組織
- 院長

### 審判
- 第一庭
- 第二庭
- 第三庭
- 第四庭
- 大法庭
- 法官會議

### 行政
- 書記廳
  - 書記科
  - 審查科
  - 文書科
  - 研究發展考核科
  - 總務科
  - 法警
  - 法官助理
- 人事室
- 會計室
- 統計室
- 政風室
- 資訊室

## 特色
- 本院位於台北市的博愛特區內，與臺北地院、臺北地檢署及法務部等司法、法務機關比鄰。

## 历任院长[3]
行政法院院長
| 姓名             | 就任時間       | 卸任時間       |
| ---------------- | -------------- | -------------- |
| 茅祖權           | 1933年6月      | 1943年2月      |
| 張知本           | 1943年2月      | 1947年         |
| 茅祖權           | 1947年         |                |
| 王齡希（王黻炜） | 1949年6月      | 1952年         |
| 馬壽華           | 1952年9月      | 1965年10月     |
| 顧汝勳           | 1965年10月7日  | 1972年7月      |
| 周定宇           | 1972年7月      | 1980年8月      |
| 王甲乙           | 1980年8月14日  | 1987年5月      |
| 王瑞林           | 1987年5月7日   | 1990年9月17日  |
| 羅萃儒           | 1990年9月17日  | 1995年1月14日  |
| 呂有文           | 1995年1月14日  | 1995年4月      |
| 林明德           | 1995年4月7日   | 1997年12月11日 |
| 鍾曜唐           | 1997年12月16日 | 2000年7月1日   |

最高行政法院院长
| 任別 | 姓名   | 就任時間       | 卸任時間       |
| ---- | ------ | -------------- | -------------- |
| 1    | 鍾曜唐 | 2000年7月1日   | 2002年8月1日   |
| 2    | 张登科 | 2002年8月1日   | 2007年10月8日  |
| 3    | 林奇福 | 2007年10月8日  | 2008年9月12日  |
| 4    | 彭凤至 | 2008年9月12日  | 2010年10月21日 |
| 5    | 蔡進田 | 2010年10月22日 | 2016年11月4日  |
| 6    | 蓝献林 | 2016年11月4日  | 2020年12月31日 |
| 7    | 吳明鴻 | 2021年1月1日   | 2023年10月25日 |
| 8    | 吳東都 | 2023年10月25日 |                |

## 交通
台北捷運
搭乘松山新店線至小南門站下車，往臺北地方法院方向，行至臺北地方法院與臺灣高等法院中間巷道（重慶南路一段126巷）右轉，約50公尺處即至本院。
公車
捷運小南門站：243、252、262、304、660、706 --> 往萬華
捷運小南門站：38、252、262、304、604、660 --> 往小南門
臺北市立教育大學：251、252、644、660、706 --> 往萬華
一女中：3、0東、251、270 --> 往臺北車站
臺北地方法院：3、251、706、262 --> 往永和

### 引用
1. ↑  管轄 （页面存档备份，存于）.最高行政法院
2. ↑  組織 （页面存档备份，存于）.最高行政法院
3. ↑  . tpa.judicial.gov.tw.   [2021-01-05]. （原始内容存档于2021-01-09）.